# Гаомин
Гаоми́н (кит. упр. 高明, пиньинь Gāomíng) — район городского подчинения городского округа Фошань провинции Гуандун (КНР).

## История
Уезд Гаомин (高明县) был выделен из уезда Гаояо во времена империи Мин в 1475 году.
После вхождения этих мест в состав КНР был создан Специальный район Сицзян (кит. упр. 西江专区), и уезд вошёл в его состав. В 1952 году Специальный район Чжуцзян (кит. упр. 珠江区专) и Специальный район Сицзян были объединены в Административный район Юэчжун (кит. упр. 粤中行政区). В мае 1952 года уезд Гаомин был объединён с уездом Хэшань (鹤山县) в уезд Гаохэ (高鹤县).
В 1955 году Административный район Юэчжун был упразднён; в результате административного передела провинции Гуандун появился Специальный район Чжаоцин (肇庆专区), и уезд вошёл в его состав. В 1963 году уезд Гаохэ был передан в состав Специального района Фошань (кит. упр. 佛山专区). В 1970 году Специальный район Фошань был переименован в Округ Фошань (кит. упр. 佛山地区). 
Постановлением Госсовета КНР от декабря 1981 года уезд Гаохэ был вновь разделён на уезды Гаомин и Хэшань.
1 июня 1983 года округ Фошань был расформирован, и уезд Гаомин перешёл в состав нового городского округа Фошань.
18 апреля 1994 года уезд Гаомин был преобразован в городской уезд.
Постановлением Госсовета КНР от 8 декабря 2002 года городской уезд Гаомин был преобразован в район городского подчинения.

## Административное деление
Район делится на 1 уличный комитет и 3 посёлка.

## Экономика
В Гаомине расположены текстильные и швейные фабрики Esquel Group. 